# Heike Petrick
Heike Petrick (* 1974) ist eine ehemalige deutsche Endurosportlerin. In den Jahren 2011 und 2012 wurde sie Meisterin in der Enduro-Europameisterschaft.

## Sportlicher Werdegang
Heike Petrick wuchs im sächsischen Rohne auf und machte ihre ersten Fahrversuche im Alter von elf Jahren. Mit 15 begann sie im örtlichen Motorsportverein mit dem Motorrad-Mehrkampf, heute bekannt als Motorrad-Biathlon, später wechselte sie zum Endurosport.
Im nationalen DMSB Enduro Damen Cup wurde sie während ihrer Karriere mehrfach und in Folge deutsche Meisterin: Insgesamt elfmal, zuletzt 2018.
2003 wurde sie Dritte in der Damen-Klasse der Enduro-Europameisterschaft. Im Jahr darauf wurde sie Zweite, diesen Erfolg konnte sie 2005 sowie zwischen 2007 und 2010 in ununterbrochener Reihenfolge wiederholen. In den Jahren 2011 und 2012 gelangen ihr dann die größten Erfolge im Einzel mit zwei Europameistertiteln in ihrer Klasse. Daneben startete sie in der 2010 neu eingeführten Damen-Klasse bei der Enduro-Weltmeisterschaft und erreichte mehrfach eine Podestplatzierung.
Im Jahr 2004 war sie zeitschnellste Fahrerin beim ErzbergRodeo.
Mit der Mannschaft nahm sie erstmals als Fahrerin einer deutschen Clubmannschaft bei der 79. Internationalen Sechstagefahrt im polnischen Kielce teil. (Sämtliche deutsche Clubmannschaften brachen als Reaktion auf den Unfalltod von Swen Enderlein den Wettbewerb jedoch am vierten Fahrtag ab.) 2006 nahm sie erneut als Clubfahrerin teil. Mit Einführung von Frauen-Nationalmannschaften bei dieser Veranstaltung im Jahr 2007 war Petrick bis 2016, in allen Jahren, in denen deutsche Frauennationalmannschaften gestellt wurden, fünfmal am Start. Als beste Platzierungen erreichte sie bei 87. Internationalen Sechstagefahrt im heimischen Sachsen mit der Mannschaft dabei den zweiten und bei der 91. Internationalen Sechstagefahrt in Spanien den dritten Platz.
Für ihre Erfolge im Einzel sowie mit der Mannschaft wurde sie für die Jahre 2011 und 2012 zur sächsischen Sportlerin des Jahres in der Kategorie Zweiradsportler gewählt.
Bereits ab 2013 betätigte sie sich neben den Rennen als Enduro- und Offroad-Trainerin in ihrer Heimatregion, so z. B. für den Nachwuchs bei der ADAC MX Academy.
2016 gründete sie den Verein „Offroad Rookies e.V.“, der sich ausschließlich der Nachwuchsförderung widmet, 2020 ein Ortsclub im ADAC wurde, und deren Vorsitzende sie ist.

## Privates
Petrick ist gelernte Einzelhandelskauffrau und betreibt hauptberuflich ein Transportunternehmen in Schleife. Ihr Sohn Kay (* 1998) ist ebenfalls im Endurosport aktiv.